# 横山孫一郎
横山 孫一郎（よこやま まごいちろう、1846年（弘化3年） - 1911年（明治44年）10月29日）は、明治時代の日本の実業家。帝国ホテルの支配人として、ホテルの創設から長く経営を支えたほか、大倉喜八郎と日本人初の貿易商社「大倉組商会」の創設と、日本企業として初となるロンドン支店を開設して同社副社長を務めた。そのほか、豊川鉄道社長や日本製紙社長などを歴任した。矢野二郎らとともに翻訳局の創設にも務めた。

## 人物・経歴
1846年（弘化3年）、茨城県の横山彦兵衛の長男として生まれる。幼時期より語学を好んだ。
横浜へ移った孫一郎は、天才少年と言われるほど秀才であったが、実業家の高島嘉右衛門から通訳として雇われた。
高島嘉右衛門は材木商を営んでいたことから、アメリカ人建築技師のリチャード・ブリジェンス（横浜西洋館の祖、築地ホテル館の設計者）と親しい間柄になっていたが、ブリジェンスは英国公使ハリー・パークスから、新しい公使館の設計委託を受けたことから、嘉右衛門はその建築工事を請け負うために、孫一郎を介してパークスに接触を図ろうとした。孫一郎はブリジェンスを牛鍋屋の伊勢屋に誘うなど親交を深め、その翌日には、嘉右衛門は孫一郎を介してブリジェンスから、パークス宛の紹介状を得ることができた。こうして嘉右衛門は、当時横浜ホテル（横浜居留地20番）を仮住まいにしていたパークスへ孫一郎を派遣し、面会することが難しかったパークスとの面談の約束を取り付けることに成功した。嘉右衛門はパークスとの面談の席でも通訳の孫一郎を通じて、パークスに提案を行い、見事、横浜の英国公使館の建築工事を請け負うこととなった。これをきっかけに、高島嘉右衛門は名を挙げ、多くの外国人から建築依頼を受けるようになり事業は拡大していった。
孫一郎は、その後、矢野二郎らとともに翻訳局の創設につとめた。
1872年（明治5年）に欧洲に渡り、スイスに滞留して商業制度組織を研究して帰国する。
1873年（明治6年）10月に孫一郎は、大倉喜八郎と日本人による初の貿易商社となる「大倉組商会」を興こすと、1874年（明治7年）には日本企業として初となる大倉組ロンドン支店を開設して、貿易事業に貢献し、大倉組副社長も務めた。
1875年（明治8年）から1879年（明治12年）にかけてロンドンに駐在する。1876年（明治9年）に、大谷光瑩により東本願寺から笠原研寿と南条文雄がサンスクリット（梵語）研究のためにロンドンに派遣されると、孫一郎は2人に英語を教え、笠原と南条はともにオックスフォード大学へ留学した。
1887年（明治20年）、外務大臣の井上馨は、首都である東京において外賓の需要に応えるべき旅館の設備がないことを踏まえ、渋沢栄一に相談すると、渋沢は大倉喜八郎、横山孫一郎らと共に発起人となって、会社組織をつくり、帝国ホテルの建設が着手されることとなった。
こうして孫一郎が創設に携わる帝国ホテルが、1890年（明治23年）11月には開業すると、亡くなる1911年（明治44年）まで、孫一郎は支配人として経営を支えた。
そのほか、孫一郎は国光生命や大日本ホテルなどの重役を歴任した。
1896年（明治29年）から1902年（明治35年）まで、豊川鉄道の社長を務めた。

## エピソード
横山孫一郎が東アジアを旅している途中に、コンスタンチノープル（現在のイスタンブール）に立ち寄り、旅の垢を落とそうとトルコ風呂に入ってみたところ、三助がやって来てするがままにさせていたところ、陰毛をすべて剃られてしまったという。

## 親族
- 妻 - 横山さき（本名：古橋サキ、小唄演奏家）